# 커스틴 닐슨
커스틴 미셸 닐슨(Kirstjen Michele Nielsen, 1972년 5월 14일 ~ )은 미국의 검사로 6대 국토안보장관을 지냈다. 2017년 12월 그녀는 국토안보장관으로 임명되고 2019년 4월 7일 사임하였다. 그녀는 도널드 트럼프 대통령에게 전직 주요 백악관 부수석이다. 그녀는 국토안보부 장관으로서 존 F. 켈리의 임기 동안 그에게 수석이기도 하였다.

## 어린 시절
콜로라도주 콜로라도스프링스에서 미국 육군의 의사들 제임스 맥헨리 닐슨과 필리스 닐슨의 딸로 태어났다. 그의 부친은 덴마크 계통이며, 모친은 이탈리아 계통이다. 그녀는 여동생 애슐리와 남동생 플레처를 두었다. 그녀의 출생에 이어 가족은 플로리다주 클리어워터로 이주하였다.
닐슨 조지타운 대학교의 해외 근무 대학원에 수학하여 과학사와 함께 졸업하였다. 그러고나서 그녀는 버지니아 대학교의 법학대학원에서 수학하여 법무박사 학위를 취득하였다. 그녀는 일본 나고야에 있는 난잔대학에서 일본어를 전공하기도 하였다.

## 조지 W. 부시 행정부
닐슨은 당시 조지 W. 부시 대통령에 특별 보조인을 지냈다. 그러고나서 미국 국토안보위원회에서 예방 전시 응답을 위한 국장을 지냈다.
그녀는 입법 정책과 정부의 미국 교통안전청을 세워 수석 행정인으로서 지도하였다.

## 부시 행정부 이후
닐슨은 그러고나서 서니시스 상담의 창립자와 회장이 되었다. 그 회사는 2013년 9월 연방 계약을 이겼다. 그들은 미국 연방재난관리청으로 정책과 입법, 기술적 서류와 조직적 개발을 마련하는 데 대략 4십 5만 달러의 시초적 상을 수상하였다.
그녀는 조지 워싱턴 대학교에서 국토안보위원회의 탄력 업무단의 시니어 회원이었다. 또한 세계 경제 포럼의 지구촌 보험 보고 조언부에 지내기도 하였다.

## 트럼프 행정부
닐슨은 존 F. 켈리가 2017년 1월 국토안보장관에 취임한 후 미국 국토안보부에서 켈리의 수석을 지냈다. 켈리는 7월 백악관 수석이 되었고, 닐슨은 켈리 아래 주요 부수석이 되었다.

## 6대 국토안보장관

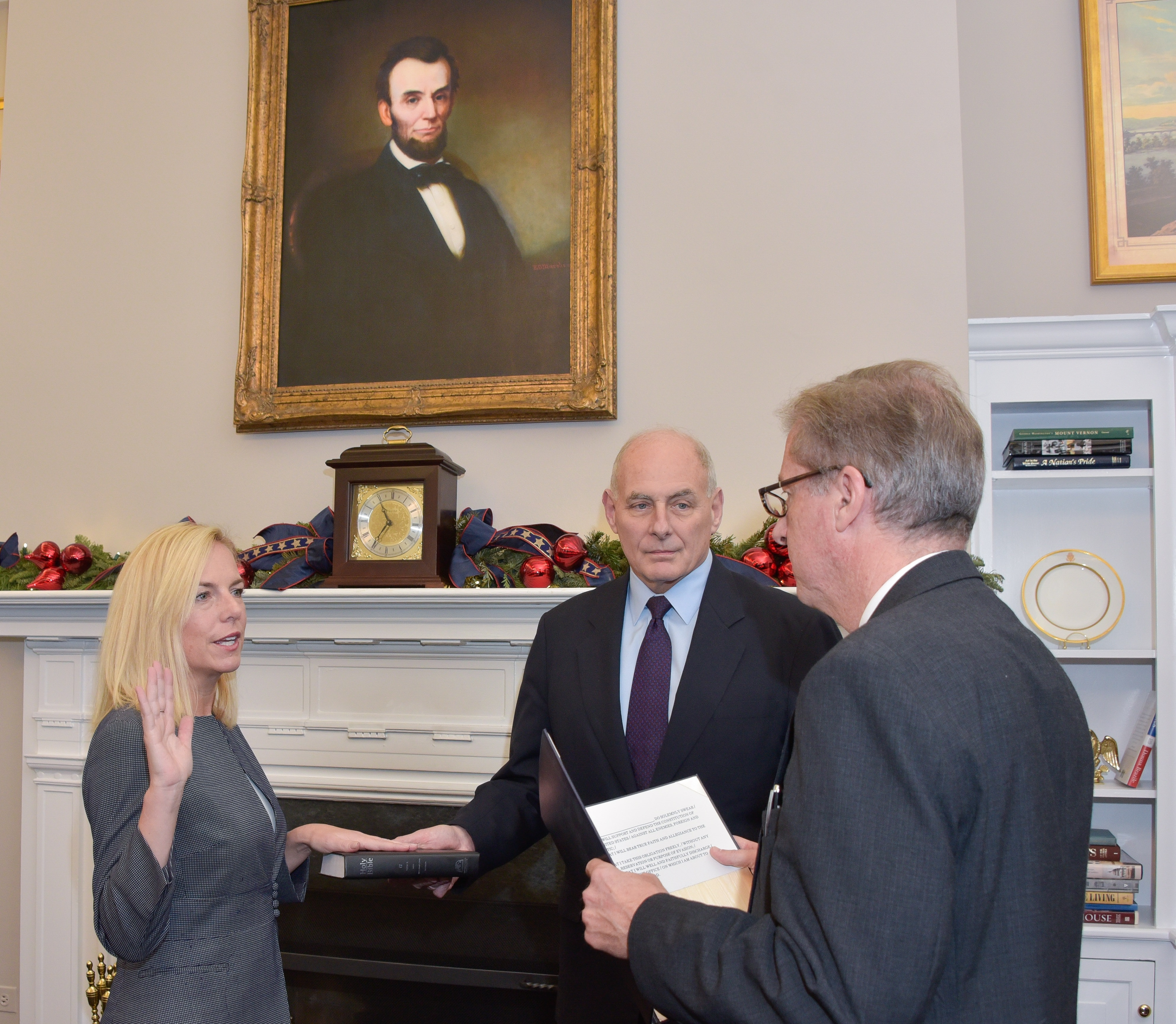
국토안보장관으로 선서하는 닐슨

도널드 트럼프 대통령은 2017년 10월 닐슨을 새로운 국토안보장관이 되는 데 임명하였다. 그녀는 직무 대행의 장관 일레인 듀크를 대체하였다.

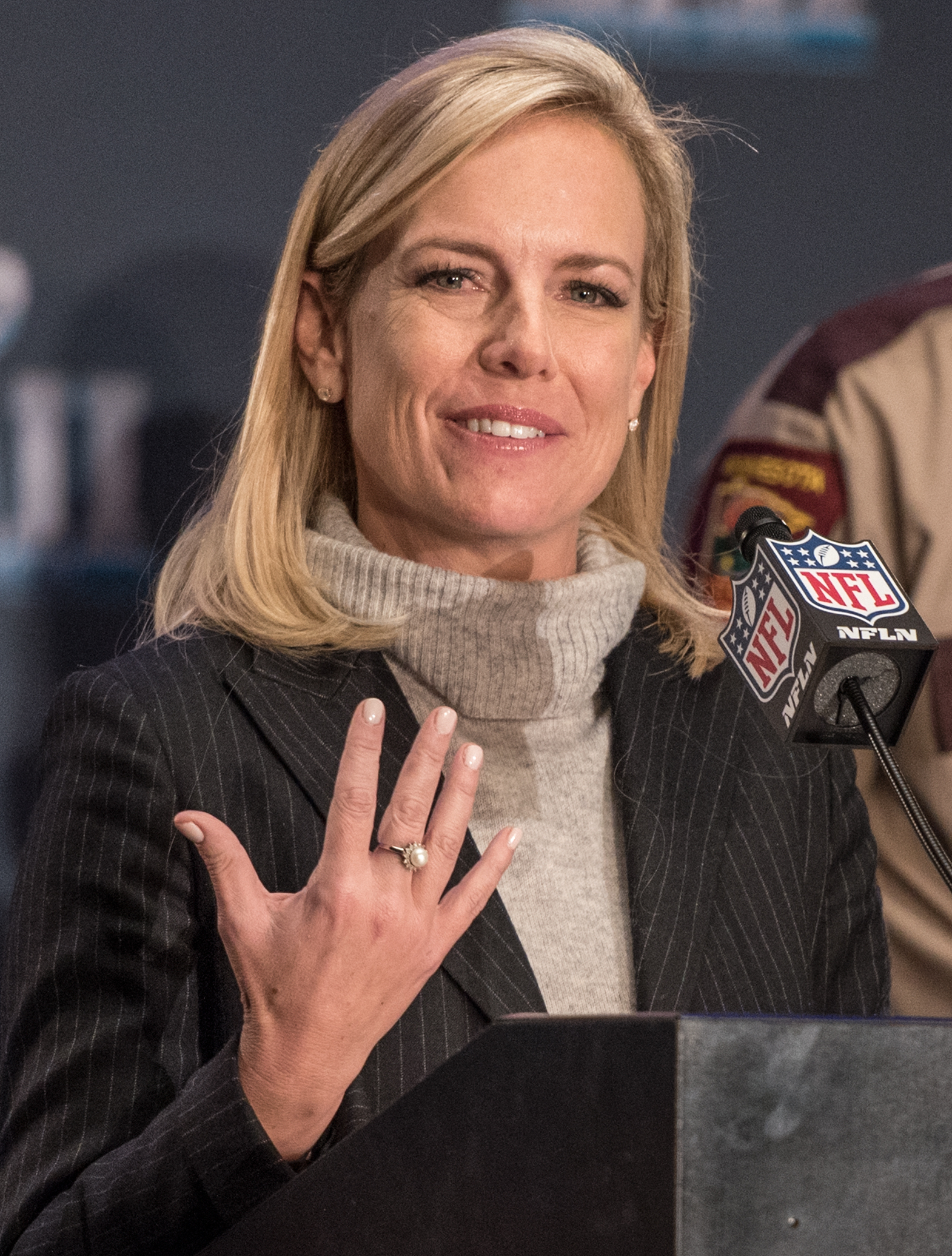
슈퍼볼 LII이 열리는 동안 기자 회견에서 (2018년)

미국 상원은 12월 62 대 37의 투표에 의하여 그녀의 후보 지명을 확증시켰다. 그녀는 2019년 1월 이민에 기반을 둔 가족보다 공적의 호의에서 상원 앞에 증언하였다.
2018년 3월 트랜스젠더 개인들에 의하여 군사 복무를 여기는 국방부 장관과 국토안보장관을 위한 대통령 각서의 제정과 동의하였다고 보고되었다. 그녀는 처음에 정보부 공동체가 2016년 미국 대통령 선거에 러시아가 간섭하려고 한 것을 알린 것을 보지 않았다고 말했다. 후에 그해 5월 그녀는 정보부 공동체의 평가와 동의하였다고 말했다.
10월 닐슨은 중화인민공화국이 미국에 주요한 위협이 된 것을 말하였다. 그녀는 또한 중화인민공화국이 미국의 선거들에 영향을 끼치려고 한다는 것을 진술하기도 하였다.
닐슨, 직무 대행의 법무장관 매슈 휘터커, 상무장관 윌버 로스와 미국 연방수사국의 국장 크리스토퍼 레이는 2019년 1월 중화인민공화국의 기술 거부 화웨이와 그 최고재무관리자 멍원저우에 23개의 범죄 고발들을 선언하였다. 고발들은 재정적 사기, 돈을 합법적으로 보인 것, 미국을 속이는 음모, 기업 비밀 기술의 도둑질, 세계 주위에 회사들로부터 비밀적 정보를 훔친 근로자들에게 마련한 보너스, 전송 사기, 사법의 방해와 제재 위반을 포함한다.

### 가족 분리 정책
닐슨은 5월 15일 당시 새롭게 제정된 트럼프 행정부의 미국-멕시코 국경을 건너는 부모들과 어린이들을 분리시키는 정책을 집행할 것리라고 의회적 청문에서 증언하였다.
6월 그녀는 트럼프 행정부가 남부 국경 지대에서 이주자 가족들을 분리시키는 정책을 유지하지 않았다고 진술하였다. 트럼프 행정부는 6주 안에 그 점에서 그들의 부모들로부터 대략 2,000명의 이주자 어린이들을 분리시켰다.
그달에 닐슨은 가족 분리 정책에 관하여 자라나는 공공적 항의의 한복판에 백악관 대변인 세라 허커비와 기자 요약 보고를 열었다. 그녀는 트럼프 대통령의 넓은 이민 협의 사항을 성원하거나 미국으로 오는 것으로부터 이주자들을 결심시키는 데 의회를 집행하는 정치적 수단으로서 가족 분리를 이용하고 있었다는 제안을 퇴거시켰다. 그녀는 또한 존 F. 켈리 수석, 법무 장관 제프 세션스와 시니어 조언자 스티븐 밀러에 의하여 일찍이 만들어진 소감들을 부인하기도 하였다.
그녀는 가족들로부터 어린이들을 분리하는 트럼프의 "무관용" 정책을 끝내는 그의 대통령 명령의 서명식에 출석하였다.
인터셉트는 9월 3명의 연방 이민청의 우두머리들, 미국 시민권과 이민 서비스, 고객·국경 보호국과 이민·고객 집행부에 의한 4월 23일 메모를 받은 후 닐슨이 이전에 개인적으로 가족 분리 정책을 정식으로 허가하여 이주를 결심시키는 급행 목적을 위한 가족 분리 정책을 추천하였다고 보고하였다. 그녀는 당시의 보고에서 정책의 목적으로서 속성의 저지를 피하였다.

### 샌이시드로에서 최루탄 공격

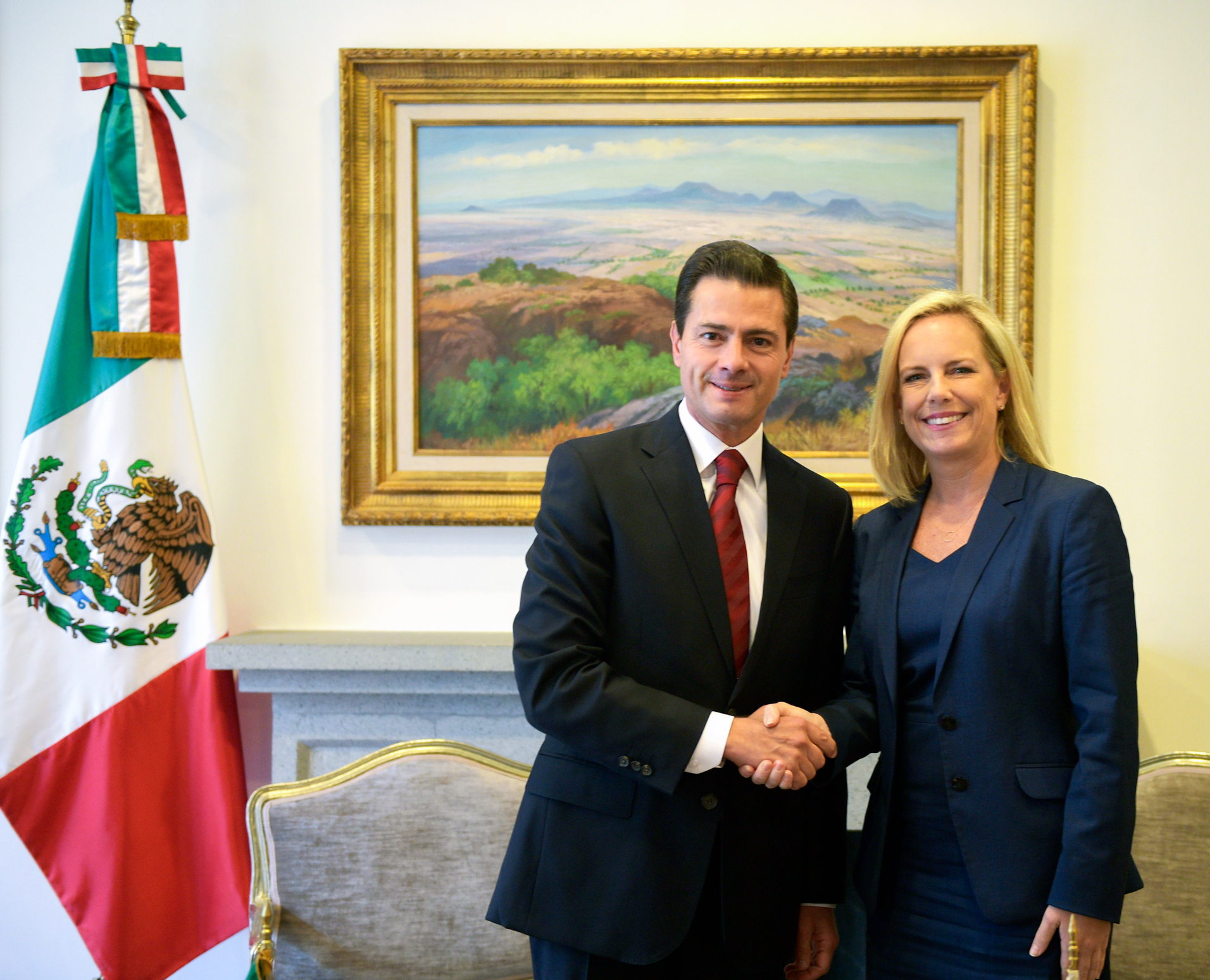
엔리케 페냐 니에토 멕시코 대통령과 함께

2018년 11월 25일 캘리포니아주와 멕시코 사이에 가로지른 샌이시드로 경계에서 사건이 일어났다. 중앙아메리카 이주자들의 무리들이 불법으로 미국으로 들어가는 경계를 지나가려고 시도하였다. 이주자들의 어떤이들은 미국 국경 순찰대의 요원들에게 돌을 던졌다. 순찰대 요원들은 관중에게 최루탄을 쏘았다. 관중들에 작은 어린이들과 함께 한 가족들이 있었다. 최루탄이 쏘인 여성과 2명의 어린이들이 바이러스가 생긴 사진이 찍히고 그들은 멕시코 외무부가 최루탄 공격에 항의하고 완전한 조사를 요구한 것은 물론 공중으로부터 과격한 비판을 몰고 갔다.
닐슨은 이동 주택이 과거에 난폭하게 활동하고, 그들이 여성들과 어린이들을 "인간 방패들"로 이용하였다고 성명에 말했다. 그녀는 또한 600명 이상의 유죄 판결을 받은 범죄자들이 이동 주택과 여행을 다녔다고 진술하기도 하였다.

### 미국 국토안보부의 보호에서 이주자 어린이들의 사망
12월 8일 미국 국토안보부의 대리점인 미국 고객·보호국의 보호에서 7세의 소녀 하켈린 칼이 사망하였다. 12월 24일 과테말라에서 온 8세의 또다른 소년 펠리페 고메스 알론소가 국토안보부의 보호에서 사망하였다.
닐슨은 12월 26일 사망은 "깊게 근심이 가고 마음이 아픈 것"이라고 진술하였고, 또한 자라나는 국경 사태를 위한 미국 이민 시스템의 실패들을 인용하였다. 그녀는 또한 남서부 국경에서 어린이들의 의료적 심사를 지지하는 데 자신의 대리들에게 명령을 내렸고, 미국 국토안보부의 의료적 프로그램들의 평가를 마련하는 데 미국 해안경비대의 의무단을 임대시켰다고 진술하였다.
뉴욕 타임스는 5월 트럼프 대통령이 미국의 국경들을 지키는 데 실패한 것으로 소문이 난 것으로 내각 회의가 열리는 동안 자신을 몹시 꾸짖은 후 닐슨이 사임을 숙고하였다고 보고하였다. 그 일은 보호에 놓인 동안 밀입국한 이주자들의 부모들을 그들의 자식들로부터 분리시키는 데 그녀와 다른 국토안보부의 공무원들이 트럼프의 요구를 재시험한 후에 닐슨과 트럼프 사이에 긴장이었다고 보고되었다. 그녀는 자신이 사임하는 데 위협한 것을 부인하였다.
대통령과 백악관 회의가 있던 후 2019년 4월 7일 그녀는 결국 국토안보장관으로서 자신의 사임을 제출하였다. 닐슨은 "차례로 이행과 함께 보조하고, 주요한 국토안보부의 임무들이 강한 충격을 받지 않은 것을 확증시키는 데 4월 10일까지 자신의 직위에서 남는 데 동의하였다고 진술하였다.